# Arapiraca Airport
Arapiraca Airport är en flygplats i Brasilien.   Den ligger i kommunen Arapiraca och delstaten Alagoas, i den östra delen av landet, 1 400 km nordost om huvudstaden Brasília. Arapiraca Airport ligger 255 meter över havet.
Terrängen runt Arapiraca Airport är platt. Runt Arapiraca Airport är det tätbefolkat, med 383 invånare per kvadratkilometer.. Närmaste större samhälle är Arapiraca, 4,3 km nordväst om Arapiraca Airport.
Omgivningarna runt Arapiraca Airport är en mosaik av jordbruksmark och naturlig växtlighet.